# Partido Socialista (Italia, 1996–2001)
El Partido Socialista (Partito Socialista) (PS) fue un pequeño partido político italiano socialdemócrata.
Fue fundado en 1996 por un grupo de exmiembros del Partido Socialista Italiano (PSI) que habían sido aliados cercanos de Bettino Craxi, líder del PSI desde 1976 hasta 1992. Entre ellos Ugo Intini, Enrico Manca, Gianni De Michelis, Fabrizio Cicchitto, Margherita Boniver, Donato Robilotta y Bobo Craxi. Algunos de ellos habían participado activamente en el Partido Socialista Reformista (PSR) entre 1994 a 1996. En las elecciones generales de 1996 el PS, a través de la lista "Socialistas por la Libertad", obtuvo un 0,5% para la Cámara de Diputados y un 0,9% para el Senado (2,8% en Campania, 3,3% en Calabria y 1,5% en Sicilia). 
En 1997 Intini fue sustituido como secretario por De Michelis, que representaba al ala derecha del partido y quería formar una alianza con Forza Italia de Silvio Berlusconi. Esto llevó a que en 1998 el partido se dividiera: Intini y sus seguidores se unieron a Socialistas Italianos (SI) y otros ex-socialistas para crear Socialistas Demócratas Italianos (SDI). Bobo Craxi, junto con su Liga Socialista (LS), otra escisión del PS, se unió a la SDI para las elecciones al Parlamento Europeo de 1999. A raíz de esas elecciones, Cicchitto y Boniver se unieron a FI, que se había convertido en la casa principal de muchos exsocialistas.
En 2001 el PS se fusionó con la Liga Socialista y otros grupos escindidos de la SDI para formar el Nuevo PSI (NPSI). De Michelis fue elegido secretario del nuevo partido desde su fundación, que fue visto por muchos como la continuación directa del PS.
El partido tuvo particular fuerza en Sicilia, con su sección regional, el Partido Socialista Siciliano (PSS), dirigida por Filippo Fiorino. En las elecciones regionales de Sicilia de 1996 el partido obtuvo el 1,9% de los votos y tres diputados regionales.  En las elecciones al Parlamento Europeo de 1999 PSS obtuvo un 1,5% de los votos en Sicilia.
- Datos: Q2498150